# Seznam enot nepremične kulturne dediščine v Občini Sveti Andraž v Slovenskih goricah
Seznam enot nepremične kulturne dediščine v Občini Sveti Andraž.

## Seznam
| Slika | Ime                       | Evidenčna številka | Kraj       | Leto razglasitve | Vrsta spomenika  | Tip spomenika              | Časovna uvrstitev    | Opis |
| ----- | ------------------------- | ------------------ | ---------- | ---------------- | ---------------- | -------------------------- | -------------------- | --- |
|       | Antonekova kapela         | 3770               | Drbetinci  |                  | lokalnega pomena | sakralna stavbna dediščina | začetek 20. stoletja | Kapelica pravokotnega tlorisa ima poligonalen zaključek. Na stehi, pokriti z opečno kritino je zvonik. Fasade kapelice so členjene s šilastimi odprtinami. |
|       | Domačija Drbetinci 58     | 20875              | Drbetinci  |                  | lokalnega pomena | profana stavbna dediščina  | konec 19. stoletja   | Zidano hišo z lesenim gospodarskim delom postavljenim v obliki črke L pokriva skupna opečna dvokapna streha. Izvira s konca 19. stoletja oziroma z začetka 20. stoletja.                                                                                           |
|       | Domačija Mlinar           | 20986              | Drbetinci  |                  | lokalnega pomena | profana stavbna dediščina  | konec 19. stoletja   | Hiša je lesena, ometana, delno podkletena stavba krita s salonitno strmo dvokapno streho. Poleg stoji gospodarsko poslopje z leseno prešo in vodnjak. Poslopja so iz druge polovice 19. stoletja. Domačija stoji v Drbetincih 51.                                  |
|       | Domačija Muršec           | 20987              | Drbetinci  |                  | lokalnega pomena | profana stavbna dediščina  | konec 19. stoletja   | Pritlična, delno podkletena hiša s konca 19. stoletja, krita z dvokapno opečno streho. Poleg stojijo gospodarska poslopja. Domačija stoji v Drbetincih 64. |
|       | Filipova kapela           | 23771              | Drbetinci  |                  | lokalnega pomena | sakralna stavbna dediščina | začetek 20. stoletja | Preprosta kapelica pravokotnega tlorisa, pokrita z opečno dvokapno streho. Šilasto oblikovana vhodna odprtina je zaprta z lesenimi vratnicami. Ima poudarjeno lego na križišču vaških poti. Postavljena je bila v prvi četrtini 20. stoletja.                      |
|       | Janžekova kapela          | 19874              | Drbetinci  |                  | lokalnega pomena | sakralna stavbna dediščina | začetek 20. stoletja | Kapelica zaprtega tipa iz 20. stol. s poligonalnim zaključkom in manjšim zvonikom na strehi. Šilasto oblikovan vhod in niši ob straneh. |
|       | Pavličeva kapela          | 19875              | Drbetinci  |                  | lokalnega pomena | sakralna stavbna dediščina | začetek 20. stoletja | Kapelica zaprtega tipa je z začetka 20. stol. Pokrita je z opečno kritino. Fasade členijo pilastri in šilaste odprtine, trikotno čelo. Kapelica stoji med njivami pod cerkvijo Sv. Andreja.                                                                        |
|       | Veršičeva kapela          | 23769              | Drbetinci  |                  | lokalnega pomena | sakralna stavbna dediščina | konec 19. stoletja   | Kapela pravokotnega tlorisa s poligonalnim zaključkom je iz 19. stol. Zvonik z vhodom pred fasado, ki jo členijo šilaste odprtine. Kritina je opečna, na zvoniku pločevinasta. Kapela stoji ob domačiji Drbetinci 26.                                              |
|       | Bračičeva kapela          | 19877              | Gibina     |                  | lokalnega pomena | sakralna stavbna dediščina | 20. stoletje         | Kapelica zaprtega tipa iz 20. stol., kvadratnega tlorisa s poligonalnim zaključkom. Kritina je opečna, fasado členijo šilaste odprtine. Kapela stoji ob hiši Gibina 18.                                                                                            |
|       | Kocmutova kapela          | 19878              | Gibina     |                  | lokalnega pomena | sakralna stavbna dediščina | začetek 20. stoletja | Kapela odprtega tipa, pravokotnega tlorisa s poligonalnim zaključkom je iz leta 1928. Ima bogato členjeno čelo. Kapela stoji ob hiši Gibina 14. |
|       | Kostanjevčeva kapela      | 19876              | Gibina     |                  | lokalnega pomena | sakralna stavbna dediščina | začetek 20. stoletja | Kapela zaprtega tipa iz leta 1923 s poligonalnim zaključkom in pločevinastin zvonikom je pokrita z opečno kritino. Kapela stoji ob hiši Gibina 26. |
|       | Vaška kapela              | 23768              | Hvaletinci |                  | lokalnega pomena | sakralna stavbna dediščina | 19. stoletje         | Kapela pravokotnega tlorisa s poligonalnim zaključkom in zvonikom na slemenu strehe. Kritina je opečna. Fasade členijo šilaste odprtine, kamnit talni zidec in stebri.                                                                                             |
|       | Znamenje Čušev križ       | 6643               | Hvaletinci | 1989.            | lokalnega pomena | sakralna stavbna dediščina | konec 15. stoletja   | Kamnito gotsko kužno znamenje sestavljajo podstavek, kvadraten steber in hišica s piramidasto strešico. Znamenje stoji ob hiši Hvaletinci 13. |
|       | Gomila na gozdnem grebenu | 6497               | Novinci    | 1989             | lokalnega pomena | arheološka dediščina       | rimska doba          | Nepoškodovana, časovno neopredeljena gomila s premerom 18 m in višino 1,1 m. |
|       | Gomila v Palucovem gozdu  | 6496               | Novinci    | 1989             | lokalnega pomena | arheološka dediščina       | rimska doba          | Nepoškodovana, časovno neopredeljena gomila s premerom 16 m in višino 1,3 m. |
|       | Košejakova kapela         | 19882              | Novinci    |                  | lokalnega pomena | sakralna stavbna dediščina | začetek 20. stoletja | Kapela z začetka 20. stol. je pravokotnega tlorisa s poligonalnim zaključkom. Leseni zvonik, opečna kritina. Fasado členijo šilaste odprtine. Ob njej rasteta drevesi.                                                                                             |
|       | Roševa kapela             | 19883              | Novinci    |                  | lokalnega pomena | sakralna stavbna dediščina | začetek 20. stoletja | Kapela pravokotnega tlorisa je bila postavljena na začetku 20 stol. Ima leseni zvonik, opečna kritina. Kapela stoji ob hiši Novinci 8. |
|       | Vodnjak                   | 20980              | Novinci    |                  | lokalnega pomena | profana stavbna dediščina  | sredina 19. stoletja | Vodnjak na kolo iz sredine 19. stoletja pokriva dvokapna opečna streha. Vodnjak stoji ob hiši Novinci 46. |
|       | Hiša Rjavci 23            | 20880              | Rjavci     |                  | lokalnega pomena | profana stavbna dediščina  | začetek 20. stoletja | Pritlična, deloma podkletena hiša z opečno dvokapno streho, je bila zgrajena v prvi četrtini 20. stoletja. |
|       | Šegulova kapela           | 23762              | Slavšina   |                  | lokalnega pomena | sakralna stavbna dediščina | začetek 20. stoletja | Kapela pravokotnega tlorisa iz leta 1909 je pokrita z opečno kritino, lesen zvonik na slemenu pa s pločevino. Šilaste odprtine. Kapela stoji ob hiši Slavšina 17.                                                                                                  |
|       | Vaška kapela              | 23762              | Slavšina   |                  | lokalnega pomena | sakralna stavbna dediščina | konec 19. stoletja   | Kapela kvadratnega tlorisa s poligonalnim zaključkom in zidanim zvonikom nad glavno fasado ima pločevinasto kritino in šilaste odprtine z ohranjenim neogotskim stavbnim pohištvom. Kapela stoji ob hiši Slavšina 38.                                              |
|       | Znamenje                  | 23764              | Slavšina   |                  | lokalnega pomena | sakralna stavbna dediščina | 19. stoletje         | Znamenje pravokotnega tlorisa iz 19. stol., pokrito z opečno streho. Na stranicah so niše, spredaj večja z ostanki polikromacije. Znamenje stoji ob hiši Slavšina 2.                                                                                               |
|       | Cerkev sv. Andreja        | 2853               | Vitomarci  | 1989             | lokalnega pomena | sakralna stavbna dediščina | začetek16. stoletja  | Cerkev so začeli graditi 1513 na prehodu iz gotike (dekoracija) v renesanso (del konstrukcijskih značilnosti). Sestavljajo jo zvonik iz 1529, ladja, tristrano zaključen prezbiterij in zakristija, prizidana 1878. Do 1821 obdana s tabornim obzidjem.            |
|       | Černelova kapela          | 19889              | Vitomarci  |                  | lokalnega pomena | sakralna stavbna dediščina | začetek 20. stoletja | Kapelica pravokotnega tlorisa, pokrita z opečno kritino, ima šilasto oblikovane odprtine. Postavljena je bila leta 1928. Kapela stoji ob hiši Vitomarci 56. |
|       | Domačija Vitomarci 58     | 6653               | Vitomarci  | 1989             | lokalnega pomena | profana stavbna dediščina  | začetek 19. stoletja | Sestavljata jo leseni s slamo kriti stavbi - hiša in gospodarsko poslopje. Stanovanjskemu delu sledi v nizu gospodarski prostor-vinska klet z lesenimi mrežastimi vrati, ki so datirana z letnico 1811.                                                            |
|       | Težakova kapela           | 19890              | Vitomarci  |                  | lokalnega pomena | sakralna stavbna dediščina | konec 19. stoletja   | Kapelica kvadratnega tlorisa s konca 19. stol., pokrita s pločevinasto kritino. Členijo jo šilasto oblikovani vhod in niše. Kapela stoji ob hiši Vitomarci 27. |
|       | Vaška kapela              | 23753              | Vitomarci  |                  | lokalnega pomena | sakralna stavbna dediščina | začetek 20. stoletja | Kapelica pravokotnega tlorisa je bila zgrajena v prvi četrtini 20. stoletja. Posvečena je sv. Jožefu. Vhod je zaprt z vrati, ob straneh po eno okno. Neobičajen je motiv zvonika na zadnjem delu slemena (običajno nad vhodom). Kapela stoji ob hiši Vitomarci 13. |
|       | Znamenje na Dragah        | 19891              | Vitomarci  |                  | lokalnega pomena | sakralna stavbna dediščina | 19. stoletje         | Znamenje s čokatim spodnjim delom, na katerem je širša hišica s sedlasto oblikovanimi nišami. Postavljeno je bilo v 19. stoletju. |
|       | Znamenje na Selah         | 19892              | Vitomarci  |                  | lokalnega pomena | sakralna stavbna dediščina | začetek 16. stoletja | Poznogotsko stebrasto kamnito znamenje z začetka 16. stoletja. Steber ima prirezane vogale, na njem je širša hišica s prisekano piramidasto streho. |